# Objawienia Maryjne

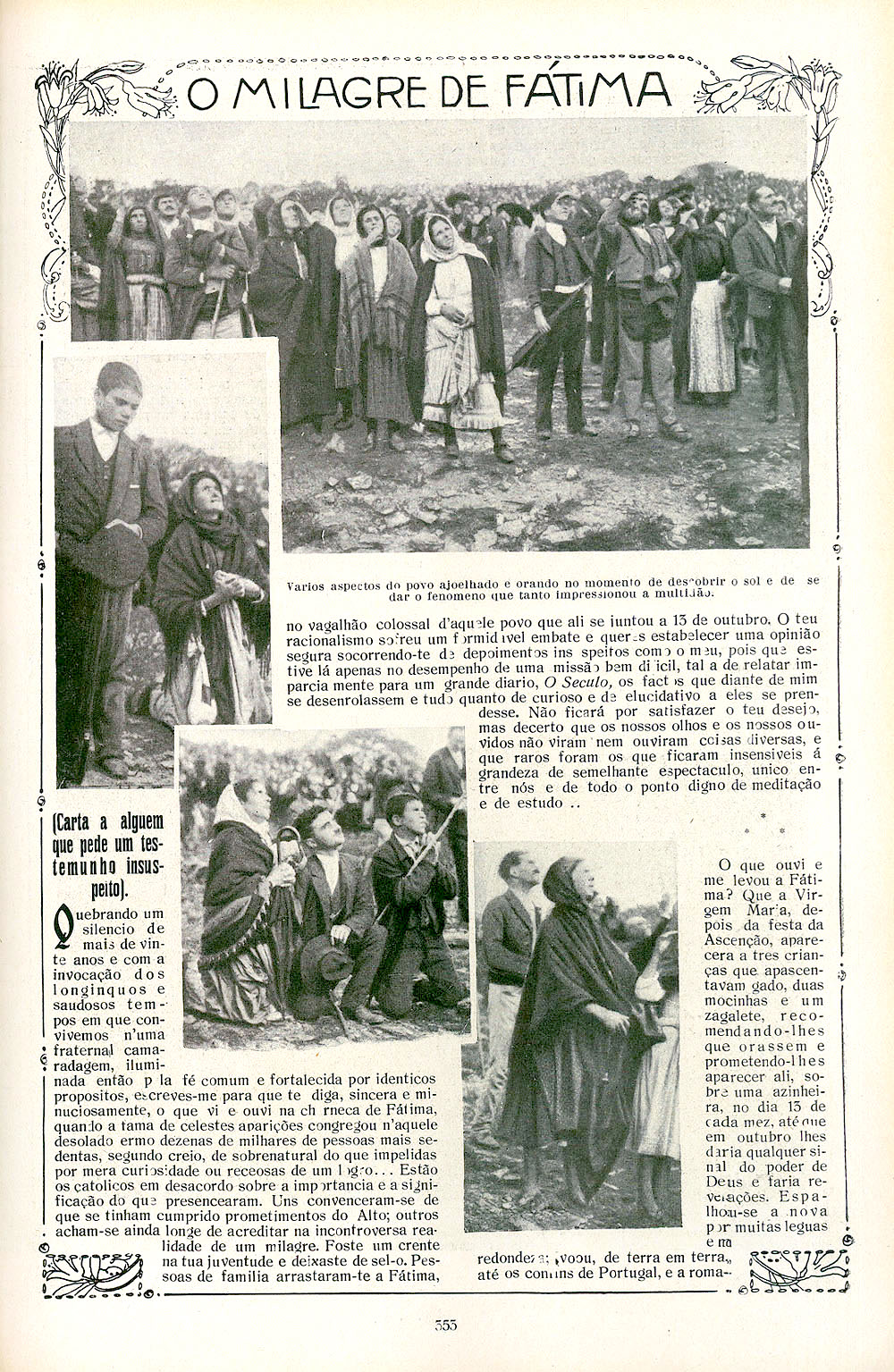
Strona z gazety Ilustração Portuguesaz 29 października 1917 ukazująca tłum obserwujący Cud Słońca podczas objawień fatimskich przypisywanych Najświętszej Maryi Pannie.

Objawienia Maryjne – wydarzenia, podczas których Maryja, matka Jezusa Chrystusa, miała objawić się w sposób nadprzyrodzony jednej bądź wielu osobom. Objawienia często nazywane są od miejsca, gdzie miały miejsce np. objawienia fatimskie czy objawienie w Gietrzwałdzie. W kryteriach teologicznych są klasyfikowane jako mariofanie, w odróżnieniu od teofanii.
Niektóre objawienia maryjne były odnotowywane w tym samym miejscu w dłuższym okresie. W większości przypadków tylko niektórzy ludzie twierdzili, że doznali widzeń.
Wyjątkiem pozostają objawienia z Zeitoun (dzielnicy Kairu) oraz Assiut w Egipcie, gdzie tysiące ludzi było przekonanych, że w pewnym okresie widziało Maryję.

## Objawienia Maryjne w Kościele katolickim

### Stosunek Kościoła do objawień prywatnych
Kościół katolicki nie nakazuje wiary w objawienia prywatne, nawet te przez siebie uznane. Według nauki Kościoła całość treści Objawienia została przekazana ludziom w tzw. objawieniu publicznym, które zostało już zakończone. Powtórzył tę prawdę także II Sobór Watykański, który w konstytucji Dei Verbum (O Objawieniu Bożym) przypomniał: „Ekonomia chrześcijańska, jako nowe i ostateczne przymierze, nigdy nie ustanie i nie należy się już spodziewać żadnego objawienia publicznego przed chwalebnym ukazaniem się Pana naszego, Jezusa Chrystusa”.
W Katechizmie Kościoła Katolickiego, ogłoszonym w 1992 r., znajduje się krótkie przypomnienie nauki Kościoła na temat objawień prywatnych: „W historii zdarzały się tak zwane objawienia prywatne; niektóre z nich zostały uznane przez autorytet Kościoła. Nie należą one jednak do depozytu wiary. Ich rolą nie jest «ulepszanie» czy «uzupełnianie» ostatecznego Objawienia Chrystusa, lecz pomoc w pełniejszym przeżywaniu go w jakiejś epoce historycznej. 

### Etapy uznania objawień prywatnych
Kościół rzymskokatolicki ustanowił procesy formalnego dochodzenia i uznawania objawień. W 1978 r. Kongregacja Nauki Wiary (dawniej Święte Oficjum) wydała „Normy Kongregacji Postępowania w Orzeczeniu Objawień i Objawień” zawierające następujące postanowienia:
- Biskup diecezjalny może zainicjować proces z własnej inicjatywy lub na prośbę wiernych, aby zbadać fakty realnego objawienia. Biskup może powstrzymać się od inicjowania procesu, według własnego uznania,
- Krajowa Konferencja Episkopatu może interweniować, jeśli miejscowy biskup diecezjalny zwróci się do niego lub jeśli wydarzenie stanie się ważne na szczeblu krajowym lub przynajmniej w więcej niż jednej diecezji.
- Stolica Apostolska (Watykan) może również interweniować na prośbę samego biskupa lokalnego, na prośbę grupy wiernych lub z własnej inicjatywy.

Etapy dochodzenia są określone następująco: 
- po pierwsze, ocenienie faktu według kryteriów pozytywnych i negatywnych (patrz poniżej),
- następnie, jeśli rezultaty badania będą temu sprzyjały, zezwolenie na pewne publiczne wyrazy kultu bądź pobożności i stałe czuwanie nad nimi z wielką roztropnością, zgodnie z formułą pro nunc nihil obstare (na razie nie ma przeszkód),
- w końcu, w świetle doświadczeń zgromadzonych z upływem czasu, ze szczególnym uwzględnieniem trwałości owoców duchowych, zrodzonych przez nową pobożność, wyrażenie oceny de veritate et supernaturalitate (autentyczne i nadprzyrodzone), jeśli przypadek tego wymaga[9].

### Kryteria oceny objawień
Kryteria pozytywne:
1. Pewność moralna lub przynajmniej wielkie prawdopodobieństwo zajścia faktu, nabyta drogą poważnego dochodzenia.
2. Szczególne okoliczności związane z zaistnieniem i naturą faktu, a więc:
3. indywidualne przymioty osoby lub osób (zwłaszcza równowaga psychiczna, uczciwość i prawość życia moralnego, szczerość i stała uległość wobec władz kościelnych, zdolność powrotu do normalnego życia wiary etc.);
4. w odniesieniu do przesłania – prawdziwe i wolne od błędów nauczanie teologiczne i duchowe;
5. zdrowa pobożność oraz obfite i stałe owoce duchowe (na przykład duch modlitwy, nawrócenia, świadectwa miłości bliźniego etc.).
Kryteria negatywne:
1. Oczywisty błąd dotyczący faktu.
2. Błędy doktrynalne przypisywane Bogu bądź Najświętszej Maryi Pannie albo jakiemuś świętemu, którzy się ukazują, przy czym należy brać pod uwagę możliwość, że osoba dodała – nawet nieświadomie – do autentycznego przesłania nadprzyrodzonego elementy czysto ludzkie bądź jakiś błąd odnośnie do porządku naturalnego.
3. Ewidentne dążenie do zysku, ściśle związane z faktem.
4. Poważne czyny niemoralne, popełnione przez osobę lub jej zwolenników w momencie bądź przy okazji wydarzenia.
5. Choroby psychiczne lub skłonności osoby do psychopatii, które z pewnością wywarły wpływ na domniemany fakt nadprzyrodzony, albo też psychoza, histeria zbiorowa bądź inne tego rodzaju elementy.
Należy zauważyć, że te pozytywne i negatywne kryteria mają charakter orientacyjny, ale nie bezwzględny, i powinny być stosowane razem bądź we wzajemnym powiązaniu.

### Rys historyczny
Pierwszym udokumentowanym opisem prywatnego objawienia maryjnego jest mowa pochwalna św. Grzegorza z Nyssy  poświęcona św. Grzegorzowi Cudotwórcy (ok. 213–273), któremu kilkakrotnie koło roku 231, miała ukazać się Matka Boża w towarzystwie św. Jana Apostoła. Miało to miejsce w Neocezarei. Podczas tych wizji, na polecenie Maryi, Apostoł wyjaśniał Grzegorzowi zagadnienia dotyczące nauki o Trójcy Świętej i podyktował Wyznanie Wiary. 
Jednak w pierwszym tysiącleciu chrześcijaństwa objawienia maryjne zdarzały się rzadko. Znanych jest około trzydziestu relacji z takich objawień. Podobnie jak w przypadku św. Grzegorza, żadna z nich nie ma oficjalnej aprobaty Kościoła. Najczęściej są to legendy związane z kultem jakiegoś świętego lub powstaniem świątyni. 
Kolejne stulecia przynoszą nagły wzrost liczby relacji o ukazywaniu się Matki Bożej, co wynika ze wzrostu religijności chrześcijan. Z XII wieku pochodzi 275 znanych dzisiaj świadectw, z wieku XIII – 772, a z XIV – 6131. To zestawienie uwzględnia też bardzo skąpe relacje, gdy ktoś twierdził, że miał jawienia, nie znane są jednak ani okoliczności ukazania się, ani przesłanie Maryi. 
W tym okresie w katolicyzmie coraz bardziej rozwijał się również kult Maryi jako Matki Bożej. Objawienia z tego okresu mają charakter mistycznych wizji, w których Maryja ukazuje się wraz z Jezusem, Apostołami lub innymi świętymi. Przychodzi, aby umocnić wiarę widzących i dodać im otuchy. Często zostawia im wskazówki co do duchowego rozwoju, pomaga doświadczać Boga i otwierać się na Jego łaski. Kościół pośrednio potwierdzał autentyczność niektórych jawień przez kanonizację widzących. Najbardziej znane z tego okresu są wizje św. Brygidy Szwedzkiej i św. Gertrudy z Helfty.
W XV i XVI wieku pojawiają się nowe formy objawień maryjnych: Matka Boża zaczyna pojawiać się sama i przekazuje orędzia, które służą ożywieniu lub wzbudzeniu wiary w jakiejś społeczności. Oprócz tego ostrzega przed przyszłymi kryzysami lub wojnami na świecie. Adresatami wezwań nie są już pojedynczy widzący, ale cała wspólnota, w której żyją, a nierzadko cały Kościół. Z tego okresu pochodzi około siedemdziesiąt odnotowanych świadectw. Jedyne uznane to Objawienie w Guadalupe.
W objawieniach maryjnych z XVII w. dominują relacje o interwencjach Maryi w celu nawrócenia poszczególnych osób, uzdrowienia lub uratowania im życia. Z tego okresu pochodzi dużo podań o powstawaniu różnorodnych miejsc kultu maryjnego. XVIII stuleciu, liczba domniemanych objawień gwałtownie spadła, czemu sprzyjała sytuacja kulturowa i polityczna (idee oświecenia). Niemniej jednak spośród trzydziestu udokumentowanych relacji z tego okresu, Kościół uznał sześć.
W XIX wieku liczba doniesień o ukazaniu się Maryi znowu zaczęła gwałtownie wzrastać.
W XX wieku Kościół podjął się zbadania 386 przypadków, lecz w sprawie większości z nich nie ogłosił jeszcze decyzji: 79 razy zanegował prawdziwość zdarzeń, dziewięć razy potwierdził. Jako autentyczne określił objawienia w Fatimie (Portugalia), Beauraing (Belgia), Banneaux (Belgia), Akicie (Japonia), Syrakuzach (Włochy), Zeitoun (Egipt), Manili (Filipiny), Betanii (Wenezuela) i Kibeho (Ruanda).

### Widzący Maryję
W pierwszych wiekach chrześcijaństwa widzący zwykle byli mistykami. Od około XVI w. Maryja wybiera na przekazicieli swoich orędzi ludzi wierzących, ale prostych i niewykształconych. Niekiedy, że nawet warunek wiary nie musi być spełniony. Najsłynniejsze uznane objawienia się dotyczyły dzieci. Uwzględniając mniej znane przekazy i te, wobec których Kościół nie podjął decyzji, okazuje się, że w równym stopniu wizji maryjnych doświadczają dzieci, kobiety i mężczyźni. 
Widzący są w różnym wieku i pochodzą z różnych warstw społecznych. Do XVII wieku najczęściej ukazywał się mężczyznom, przez dwa następne stulecia najwięcej jest objawień z udziałem dzieci, a w XX wieku – kobiet. Wśród widzących są zarówno osoby konsekrowane, jak również samotne i żyjące w małżeństwie. Maryja ukazuje się pojedynczym osobom, grupie ludzi lub tłumowi. Tak było np. w Zeitoun, w jednej z dzielnic Kairu, gdzie w 1968 roku, Matka Boża stała się realnie widzialna nad koptyjskim kościołem dla tysięcy chrześcijan i muzułmanów.

### Miejsca objawień
Najwięcej przekazów o objawieniach maryjnych pochodzi z Włoch (ok. 200), nieco mniej z Francji i Niemiec. W Polsce znanych jest ich około trzydziestu. Do VII wieku objawienia Matki Bożej ograniczają się terytorialnie do obszaru dzisiejszej Turcji, Włoch, Francji i Hiszpanii, co pokrywa się z zasięgiem Kościoła w tym okresie. W VIII w. pojawia się pierwsza relacja o objawieniu w Niemczech, a z wieku XVI pochodzą doniesienia z Meksyku, Kolumbii, Peru i Ekwadoru. W XX wieku wiele razy notowano ukazywanie się Matki Bożej na kontynencie afrykańskim, m.in. w Egipcie, RPA czy Ruandzie.

### Wygląd Maryi
Matka Boża kontaktuje się z ludźmi w różny sposób. Niekiedy posługuje się wizerunkami (np. obrazami, rzeźbami), które krwawią lub płaczą, czasem świadkowie tych zjawisk słyszą głos wewnętrzny (jak np. w Akicie). Zdarza się, że widzący nie widzą mają jedynie przeświadczenie obecności Matki Bożej. Inni widzą tylko światłość, jeszcze inni zarys postaci. Są wreszcie tacy, którzy widzą osobę Maryi w sposób bardzo rzeczywisty.
W każdej wizji postać Matki Bożej jest inaczej opisywana. Zazwyczaj jest widywana w długiej, przepasanej wstęgą sukni, płaszczu i welonie, jednak kolory ubioru często się różnią. Niekiedy trzyma coś w dłoniach, np. krzyż, serce oplecione cierniową koroną lub przebite mieczem.
Matka Boża mówi językami, a nawet dialektami, używanymi przez osoby, do których przychodzi. Miewa też różny kolor skóry. Rozmaity jest również kolor jej włosów i uczesanie.
„Wszystkie te opisy łączy jednak wspólny element – widzący zawsze odbierają Matkę Bożą jako niezwykle piękną promieniującą światłością kobietę”.

## Wybrane objawienia maryjne

### Objawienia Maryjne uznane przez Kościół katolicki
- 1531: Objawienie w Guadalupe (Meksyku) – 9 grudnia Matka Boża miała objawić się Juanowi Diego. Kościół zatwierdził te objawienia niemal natychmiast. W jego wyniku całe plemiona indiańskie zaczęły masowo przechodzić na katolicyzm[11].

- 1588–1634: Objawienia w Quito (Ekwador) – w latach 1588–1634 siostra Marianna Franciszka de Jesús Torres y Berriochoa doznała serii objawień od Matki Bożej, która tytułowała się jako Matka Boża Pomyślności. W czasie objawień siostra Marianna została poinformowana o kryzysie, jaki nastąpi wśród chrześcijan pod koniec XIX wieku, a zwłaszcza w XX wieku. Kryzys objawić się miał drastycznym spadkiem powołań kapłańskich, zanikiem wiary oraz rozwiązłością obyczajów[12].

- 1664–1718: Objawienia w Laus (Francja) – w latach 1664–1718 pasterka Benoîte Rencurel doznała serii objawień. Matka Boża powierzyła jej misję wybudowania świątyni, która byłaby miejscem pojednania i przygotowania grzeszników do sakramentu pokuty. Budowa kościoła (obecnie bazylika) została sfinansowana datkami wiernych. Objawienia zostały uznane w 2008 roku[13][14].

- 1830: Objawienie w Paryżu (Francja) – Maryja ukazała się siostrze Katarzynie Labouré i poleciła jej stworzyć Cudowny Medalik[15], który miał chronić ludzi i szerzyć pobożność maryjną. W 1846 roku papież Grzegorz XVI uznał prawdziwość objawień. Zakonnica jest dzisiaj świętą Kościoła[11].

- 1846: Objawianie w La Salette (Francja) – Matka Boża miała 19 września ukazać się 15-letniej Melanii Calvat i 11-letniemu Maksyminowi Giraud, przekazując im swoje orędzie. W piątą rocznicę objawień biskup Grenoble ogłosił ich nadprzyrodzony charakter i założył Zgromadzenie Księży Saletynów[11].

- 1858: Objawienie w Lourdes (Francja) – Maryja objawiła się Bernadetcie Soubirous. Matka Boża przekazała jej prawdę o swoim Niepokalanym Poczęciu. Biskup diecezji Tarbes uznał prawdziwość objawień w 1862 roku. W Lourdes do dziś zdarzają się przypadki cudownych uzdrowień[11].

- 1871: Objawienie w Pontmain (Francja) – 17 lutego grupka dzieci modliła się o pokój, w czasie wojny prusko-francuskiej. Ukazała im się Maryja, która obiecała spełnienie prośby. 18 lutego podpisano rozejm, który uniemożliwił zbliżającemu się pruskiemu wojsku rozgrabienie miasta. Wobec tego cudu 2 lutego 1872 r. biskup Laval potwierdził objawienia[16].

- 1876: Objawienia w Pellevoisin (Francja) –  Maryja objawiła się piętnastokrotnie Estelli Faguette w Pellevoisin. Przedstawiła się jako Matka Boża Miłosierdzia. Zachęcała do noszenia Szkaplerza Najświętszego Serca Jezusa, mówiąc: „Kocham tę formę pobożności”[17].

- 1877: Objawienia w Gietrzwałdzie (Polska pod zaborem pruskim) – Maryja ukazała się trzynastoletniej Justynie Szafryńskiej i dwunastoletniej Barbarze Samulowskiej. Poleciła jej się modlić i nawracać. Biskup warmiński zwołał komisję do zbadania tej sprawy. W 1977 roku Prymas Polski zatwierdził objawienia[11].

- 1879: Objawienie w Knock (Irlandia) – 21 sierpnia 1879 r. modlącym się w kościele wiernym ukazała się Matka Boża, św. Józef, św. Jan Ewangelista i dwoje aniołów z Barankiem. Wszyscy świadkowie widzieli to samo. Maryja nie zostawiła żadnego orędzia. Ostatecznie objawienie to uznano w 1936 roku[18].

- 1917: Objawienia w Fatimie (Portugalia) – Maryja objawiała się między 13 maja a 13 października trójce dzieci: Franciszkowi i Hiacyncie Marto oraz Łucji dos Santos[19]. Przekazała im trzy tajemnice, która spisała Łucja. Papież zatwierdził prawdziwość objawień w 1930 roku[11]. Objawienie jest znane ze spektakularnego Cudu Słońca, który nastąpił w czasie trwania objawień (13 październik) i który widziało blisko 70 tysięcy ludzi.

- 1932–1933: Objawienie w Beauraing (Belgia) – Maryja objawiła się pięciorgu dzieciom w belgijskim miasteczku[20]. Biskup diecezji uznał prawdziwość objawień w 1949 roku[21].

- 1933: Objawienie w Banneux (Belgia) – rozpoczęły się w niedzielę, 15 stycznia 1933 r.[22], 12 dni po ostatnim objawieniu w Beauraing, leżącym 90 km dalej. Począwszy od 29 listopada 1932 r., Matka Boża objawiała się w Beauraing 26 razy, jednemu chłopcu i pięciu dziewczynkom, w wieku od 9 do 15 lat. Objawienia Matki Bożej w Beauraing i Banneux zostały oficjalne uznane przez władze kościelne w 1949 r.

- 1937–1940: Objawienie w Heede (Niemcy) – Maryja ukazywała ponad sto razy się czterem dziewczynkom. Przedstawiła im się jako Królowa Wszechświata i Dusz Czyśćcowych. Jej orędzie zwracało szczególną uwagę na modlitwę za dusze cierpiące w czyśćcu i nawrócenie. Komisja powołana przez ówczesnego biskupa stwierdziła, że objawienia są prawdziwe i zezwoliła na kult lokalny[23].

- 1946–1976: Objawienia Róży Duchownej z Montichiari (Włochy) – miały miejsce latach 1946–1976. Matka Boża objawiła się pielęgniarce Pierinie Gilli. W lipcu 2024 Dykasteria Nauki Wiary wydała pozytywną opinię na temat tych objawień[24][25].

- 1947: Objawienie z Tre Fontane w Rzymie (Włochy) – 12 kwietnia 1947. Maryja, ukazała się komuniście Brunowi Cornacchioli, nazywając siebie Panną Objawienia. Objawienia początkowo nie zostały uznane przez Kościół katolicki, ale w 1956 papież Pius XII pozwolił wybudować w miejscu kultu kaplicę, a opiekę nad sanktuarium powierzył Zakonowi Braci Mniejszych Konwentualnych[26]. W 1997 papież Jan Paweł II zaaprobował nazwę miejsca kultu jako Święta Maryja Trzeciego Tysiąclecia przy Trzech Fontannach (wł. Santa Maria del Terzo Millennio alle Tre Fontane).

- 1953: Cud w Syrakuzach – 29 sierpnia na via degli Orti w Syrakuzach, w domu ciężko chorej młodej kobiety, Antoniny Giusto, znajdująca się nad wezgłowiem łóżka gipsowa płaskorzeźba przedstawiająca Niepokalane Serce Najświętszej Maryi Panny zaczęła ronić łzy. Antonina tym samym momencie odzyskała utracony w czasie choroby wzrok i została uzdrowiona z innych dolegliwości. Kościół bardzo szybko oficjalnie uznał objawienie Maryi z Syrakuz. Już w grudniu 1953 roku Episkopat Sycylii wydał oświadczenie potwierdzające autentyczność łzawienia. Wkrótce w Syrakuzach powstało sanktuarium poświęcone Matce Bożej Płaczącej, które osobiście konsekrował święty Jan Paweł II[27].

- 1968: Objawienie w Zeitoun (Egipt) – jedne z nielicznych objawień, w czasie których Maryja ukazała w miejscu publicznym tłumowi ludzi. 30 kwietnia „świetlista postać”  ukazała się w Egipcie na wieży koptyjskiego kościoła. Świadkami objawień było również wielu muzułmanów. W 1971 roku biskup katolicki uznał je za prawdziwe. Maryja podczas tych objawień nie przekazała żadnego orędzia[11].

- 1973–1981: Objawienia w Akita (Japonia) – 12 czerwca siostra Agnieszka Katsuko Sasagawa podczas otwierania tabernakulum w domu zakonnym miała widzenie. Oślepił ją blask Najświętszego Sakramentu. Niedługo po tym wydarzeniu na lewej ręce zakonnicy pojawił się krwawiący stygmat, a wkrótce taki sam był na dłoni figury Maryi w kaplicy. Figura ta wielokrotnie też płakała łzami i pociła się pachnącymi olejami. 22 kwietnia 1984 r. biskup Niigaty uznał objawienia za prawdziwe[11].

- 1981–1983: Objawienie w Kibeho (Rwanda) – Maryja ukazywała się trzem dziewczynom z plemienia Tutsi (Alphonsine Mumureke, Nathalie Mukamazimpaka, Marie Claire Mukangango). Wzywała je do pokuty i wynagrodzenia za grzechy ludzkości. Maryja ukazywała im się jako Matka Słowa. W roku 1988 biskup diecezji Butare Jean Baptiste Gahamanyi zatwierdził „kult publiczny w Kibeho w samym miejscu objawień”. Najpierw w 2001 r. biskup diecezji Gikongoro Augustyn Misago, a następnie Stolica Apostolska w 2003 r. potwierdziła autentyczność objawień[28].

### Domniemane objawienia
- 1850: Objawienie w Licheniu (Polska pod zaborem rosyjskim) – Matka Boża ukazała się pasterzowi Mikołajowi Sikatce. Poleciła mu przenieść cudowny obraz, który wisiał w leśnej kapliczce, na godniejsze miejsce. Do dziś wielu chorych czci kamień, na którym są odciśnięte stopy Maryi. Zdarzają się tam też cudowne uzdrowienia. Objawienie oficjalnie nie zostało uznane przez Kościół, ale władze kościelne zezwoliły na kult cudownego obrazu. Jednym z uzdrowionych tam był młody seminarzysta – późniejszy kardynał – Stefan Wyszyński[11].
- 1876−1877: pierwsze objawienie w Marpingen (Niemcy) – Matka Boża ukazuje się trzem ośmioletnim dziewczynkom. Wzywa do modlitwy i nawrócenia. Na koniec zapowiada:  „Przyjdę znowu w bardzo ciężkich, czasach...”[29]. Kościół nie uznał tych objawień[30].
- 1945–1959: Objawienia w Amsterdamie (Holandia) – Maryja objawiła się Idzie Peerdeman określając się jako Pani Wszystkich Narodów. Początkowo biskupi i Kongregacja Nauki Wiary objawienia odrzucili. Jednak w ostatnich latach prawie 60 diecezji dało temu orędziu imprimatur, a kongregacja postanowiła na nowo przyjrzeć się sprawie. 31 maja 2002 r. biskup diecezjalny potwierdził "nadnaturalny charakter objawień". Pod koniec 2020 roku Kongregacja Nauki i Wiary wydała jednak inny osąd na temat tych objawień, uznając je za fałszywe oraz potępiając szerzenie kultu z nimi związanego[31].
- 1947: Objawienie w L’Île-Bouchard (Francja) – Matka Boża ukazała się czworgu dzieciom w towarzystwie Archanioła Gabriela. Prosiła je o modlitwę różańcową za Francję i grzeszników. Wprawdzie Kościół nie uznał jeszcze oficjalnie tych objawień, ale tamtejszy biskup zezwolił na spełnienie prośby Matki Bożej i wybudowanie groty. Zezwolił także na odbywanie pielgrzymek do tej miejscowości, zatwierdził kult „Matki Bożej Modlitewnej”, a ze świątyni objawień Maryjnych uczynił sanktuarium diecezjalne[32].
- 1961–1965: Objawienia w Garabandal (Hiszpania) – miały miejsce latach 1961–1965, z udziałem czterech mieszkających w tej wsi dziewczynek. Stolica Apostolska nie wydała żadnego orzeczenia na ich temat, jedynie Święte Oficjum raz (1965) i Kongregacja Doktryny Wiary dwukrotnie (1967 i 1992) odesłały sprawę do diecezji[33].
- od 1981: Objawienia w Medziugorie (Bośnia i Hercegowina) – według relacji sześciu osób, zwanych widzącymi objawienia, które rozpoczęły się w Medziugorie w czerwcu 1981 i zgodnie z relacją widzących trwają do dziś[34]. Kościół katolicki bada prawdziwość tych objawień. Do tej pory ich nie odrzucił ani nie potwierdził[35].
- 1999–2000: drugie objawienie w Marpingen (Niemcy) – Matka Boża ukazuje się trzem kobietom. Kościół nie uznał tych objawień[36].